# جائزة سيزار لأفضل ممثل
الفائزون بجائزة سيزر لأفضل ممثل رئيس:
- 1976: فيليب نويريه في البندقية القديمة
- 1977: ميشيل قلابرو في القاضي والسفاح
- 1978: جان ريكفو في الطبول - السرطانات
- 1979: ميشيل سيروليه في ريشة من الطيور
- 1980: كلود براسيو في حرب الشرطة
- 1981: جيرار ديبارديو في المترو الأخير
- 1982: ميشيل سيروليه في المحقق
- 1983: فيليب ليوتار في التوازن
- 1984: كلوشي في ودعا أيتها الدمية
- 1985: آلين ديلون في قصتنا
- 1986: كريستوف ليمبيرت في نفق الموترو
- 1987: دانيال أوتيال في جان دي فلوريت / جان دي فلوريت 2
- 1988: ريتشار بوهرانجير في الطريق الرئيس
- 1989: جان-بول بيلموندو في طفل الشوارع
- 1990: فيليب نويريه في الحياة ولا شيء آخر
- 1991: جيرار ديبارديو في سيريانو من برغرا
- 1992: جاك دوتران في فان جوخ
- 1993: كلود ريتش في الخارق
- 1994: بيير أرديتي في تدخين/ممنوع التدخين
- 1995: جيرار لينفين في الابن المفضل
- 1996: ميشيل سيروليه في نيلي والسيد آرنو
- 1997: فيليب توريتو في القائد كانون
- 1998: أندريه دوسوليه في الأغنية المعروفة
- 1999: جاك فلياريه في لعبة العشاء
- 2000: دانيال أوتيال في الفتاة على الجسر
- 2001: سيرجي لوبيز في هاري، الصديق الذي يريد أن تكون صالحا
- 2002: ميشيل بوكيه في كيف قتلت أبي
- 2003: أدريان برودي في عازف البيانو
- 2004: عمر الشريف في السيد إبراهيم
- 2005: ماتيو أمالاري في ملك وملكة
- 2006: ميشيل بوكيه في ميتران الأخير
- 2007: فرانسوا كلوزيه في لا تخبر أحد بهذا
- 2008: ماتيو أمالريك في قناع الغوص والفراشة
- 2009: فينسنت كاسل في قاتل غريزة وعدو الشعب رقم 1
- 2010: طاهر رحيم في نبي
- 2011: إريك إلموسنينو في غينسبور، حياة بطولية
- 2012: عمر سي في المنبوذون
- 2013: جان لوي ترانتينيون في الحب
- 2014: غويوم غاليان في الأولاد وغويوم، إلى الطاولة!
- 2015: بيار نيني في إيف سان لورون
- 2016: فانسون لاندون في قانون السوق

1. 1 2  وصلة مرجع: https://www.academie-cinema.org/palmares/.